# Cầu Giát
Cầu Giát là thị trấn huyện lỵ của huyện Quỳnh Lưu, tỉnh Nghệ An, Việt Nam.

## Địa lý
Thị trấn Cầu Giát có vị trí địa lý:
- Phía tây giáp các xã Quỳnh Sơn và Quỳnh Lâm
- Phía nam giáp xã Quỳnh Giang
- Phía đông và phía bắc giáp xã Bình Sơn.

Thị trấn Cầu Giát có địa hình tương đối bằng phẳng, là vùng được hình thành do quá trình bồi đắp phù sa cách đây trên 1.000 năm.
Theo thống kê năm 2019, thị trấn Cầu Giát có diện tích 2,82 km², dân số là 9.595 người, mật độ dân số đạt 3.403 người/km².

## Kinh tế
Thị trấn Cầu Giát là một trong những địa phương có nhiều nghề thủ công truyền thống sản xuất phát triển như: Cơ khí, đồ gỗ, trang trí nội thất, chế biến lương thực thực phẩm, gạch ngói xây dựng...

## Lịch sử
Theo sử sách, trung tâm huyện Quỳnh Lưu thời Lý - Trần - Lê được đặt ở làng Vân Tụ (nay thuộc các xã Quỳnh Văn, Quỳnh Xuân).
Đời Lê Kính Tông (1600 - 1619), huyện lỵ dời về Bèo Hậu (nay là xã Quỳnh Hậu).
Năm 1800, huyện lỵ dời về làng Tiên Yên (nay thuộc xã Quỳnh Bá). Cầu Giát lúc này chỉ có Quán Thầu Đâu, nằm trên đường thiên lý (đường quan). Đường thiên lý từ Thăng Long đi vào, qua khe nước lạnh Hoàng Mai, vào cung đất đỏ Quán Bèo (Bèo Hậu) đến quán Thầu Đâu, rẽ xuống Tiên Yên, vòng qua sông Huống lên cung Quán Bánh và đi vào Diễn Châu.
Đến đầu thời Nguyễn, đường thiên lý được uốn lại, qua cầu sông Giát vào thẳng Đăng Cao (Quán Bánh), lúc đó phố Cầu Giát mới được hình thành và được gọi là Quán Giát.
Năm 1938, huyện lỵ Quỳnh Lưu chuyển từ Tiên Yên về Cầu Giát, hình thành các khối dân cư Cầu Giát thượng phố.
Đến năm 1945, Cầu Giát trở thành một đơn vị hành chính riêng biệt, người dân quen gọi là Phố Giát.
Năm 1953, thị trấn Cầu Giát được thành lập trên cơ sở một phần diện tích và dân số của các xã Quỳnh Hồng và Quỳnh Mỹ.
Ngày 12 tháng 5 năm 2010, theo Nghị quyết 24/NQ-CP, thị trấn Cầu Giát được mở rộng trên cơ sở điều chỉnh 167 ha diện tích tự nhiên và 2.890 nhân khẩu của xã Quỳnh Mỹ nhập vào thị trấn Cầu Giát quản lý. Theo đó, sáp nhập thêm 4 xóm của xã Quỳnh Mỹ để thành lập mới các khối 9, 10, 11, 12.
Ngày 01 tháng 12 năm 2024, thị trấn Cầu Giát mới được mở rộng trên cơ sở nguyên trạng thị trấn Cầu Giát cũ nhập với toàn bộ diện tích, dân số xã Quỳnh Hồng; một phần diện tích của thôn 1, xã Quỳnh Hưng và một phần diện tích, dân số của thôn 7, xã Quỳnh Bá. Sau khi sáp nhập, thị trấn Cầu Giát mới có diện tích tự nhiên là 7,89 km2 và quy mô dân số là 21.886 người; giáp các xã Bình Sơn, Quỳnh Diễn, Quỳnh Giang, Quỳnh Hậu, Quỳnh Lâm và Quỳnh Sơn.